# 바늘고슴도치붙이
바늘고슴도치붙이(Setifer setosus)는 텐렉과에 속하는 포유류 일종이다.
마다가스카르섬 토착종이다.
자연 서식지는 아열대 또는 열대 기후 지역의 건조림, 습윤 저지대 숲, 습윤 산지 숲, 건조 사바나, 습윤 사바나, 건조 관목 지대, 습윤 관목 숲, 고지대 관목 지대, 건조 저지대 초원, 고지대 초원, 그리고 시골과 도시 지역이다.
바늘고슴도치붙이속(Setifer)의 유일종이다. 고슴도치와 닮았지만, 밀접한 관련은 없다.